# إمارة ترانسيلفانيا
كانت إمارة ترانسيلفانيا شبه مستقلة، يحكمها الملوك المجريون. شملت أراضيها، بالإضافة إلى أراضي ترانسيلفانيا التقليدية، المناطق الشرقية من المجر، والتي تسمى بارتيوم. كان تأسيس الإمارة مرتبطًا بمعاهدة شباير. ومع ذلك، ساعد وضع ستيفن باتوري كملك لبولندا أيضًا في تسمية إمارة ترانسيلفانيا. كانت تحت سلطة الإمبراطورية العثمانية. ومع ذلك، كانت الإمارة مزدوجة التبعية (السلاطين الأتراك العثمانيين وملوك هابسبورغ الهنغاريين) في القرنين السادس عشر والسابع عشر.
استمرت الإمارة في كونها جزءًا من أراضي التاج المجري وكانت رمزًا لبقاء الدولة المجرية. مثلت المصالح المجرية ضد تعدي ملوك هابسبورغ في ملكية هابسبورغ التي حكمت مملكة المجر. بقيت جميع القوانين المجرية التقليدية متبعة بدقة في الإمارة؛ علاوة على ذلك، كانت الدولة مشبعة بسمات بروتستانتية كبيرة. بعد الفترة غير المستقرة من حرب الاستقلال، كانت المجر تابعة لملكية هابسبورغ.

## خلفية

### مملكة المجر الشرقية وعائلة زابوليا
في 29 أغسطس 1526، ألحق جيش السلطان سليمان من الإمبراطورية العثمانية هزيمة حاسمة على القوات المجرية في موهاج. كان جون زابوليا في طريقه إلى ساحة المعركة بجيشه الكبير لكنه لم يشارك في المعركة لأسباب غير معروفة. سقط الملك لويس الثاني ملك المجر وبوهيميا في المعركة، كما سقط الكثير من جنوده. عندما انتُخِبَ زابوليا ملكًا للمجر، استولى فرديناند من بيت هابسبورغ أيضًا على عرش المجر. في النضال الذي تلا ذلك، حصل جون زابوليا على دعم السلطان سليمان الأول، الذي احتل بودا بعد وفاة زابوليا في عام 1540 ووسط المجر في عام 1541 بذريعة حماية ابن زابوليا، جون الثاني. قُسمت المجر حينئذٍ إلى ثلاثة أقسام: الغرب والشمال الملكي المجري، والمجر العثماني، والمملكة المجرية الشرقية تحت السيادة العثمانية، والتي أصبحت فيما بعد إمارة ترانسيلفانيا حيث تنافست التأثيرات النمساوية والتركية على السيادة منذ ما يقرب من قرنين. لجأت اقطاب ترانسيلفانيا المجرية إلى سياسة الازدواجية من أجل الحفاظ على الاستقلال.
أدارت ايزابيلا ترانسيلفانيا، والدة جون سيغيسموند من 1541 إلى 1551، عندما سقطت ترانسيلفانيا لمدة 5 سنوات (1551-1556) تحت حكم هابسبورغ. استحوذ بيت زابوليا على ترانسيلفانيا مرة أخرى في عام 1556، عندما انتخب حاكم سبيش (بالمجرية: Szászsebes) سيغيسموند أميرًا لترانسيلفانيا.
كانت ترانسيلفانيا حينها بعيدة عن متناول السلطة الدينية الكاثوليكية، مما سمح لوعظ اللوثرية والكالفينية بالازدهار. في عام 1563، عُين جورجيو بلاندراتا كطبيب محكمة، وقد أثرت أفكاره الدينية الراديكالية بشدة على كل من الملك الشاب جون الثاني والأسقف الكالفيني فرانسيس ديفيد، وفي النهاية تحول كلاهما إلى عقيدة مناهضة التثليث (الموحدون). في جدل رسمي عام، انتصر فرانسيس ديفيد على الكالفيني بيتر ميليوس؛ ما سبب عام 1568 اعتمادًا رسميًا للحرية الفردية للتعبير الديني بموجب مرسوم توردا (أول ضمان قانوني للحرية الدينية في أوروبا المسيحية، ولكن فقط للوثريين والكالفينيين والموحدين وبالطبع الكاثوليك، والتسامح مع المسيحيين الأرثوذكس مع عدم وجود ضمانات قانونية ممنوحة).

## إمارة ترانسيلفانيا
تأسست إمارة ترانسيلفانيا في عام 1570 عندما تخلى جون الثاني عن مطالبه كملك للمجر في معاهدة شباير (صُدق عليها في 1571)، ومع ذلك أصبح أميرًا لترانسيلفانيا. اعترفت المعاهدة بأن ترانسيلفانيا إمارة تابعة لمملكة المجر. عند وفاة جون الثاني في عام 1571، جاء البيت الملكي «الباتوري» إلى السلطة وحكموا ترانسيلفانيا كأمراء تحت سيادة العثمانيين؛ في فترة وجيزة تحت حكم هابسبورغ، حتى عام 1602. كان صعودهم إلى السلطة بداية كون ترانسيلفانيا إمارة شبه مستقلة.
كان صاحب السمو الملكي الأمير ستيفن باتوري أول أمير قوي في ترانسيلفانيا المستقلة، كاثوليكي مجري أصبح لاحقًا ملكًا باسم ستيفن باتوري من بولندا، تعهد بالحفاظ على الحرية الدينية الممنوحة من مرسوم توردا، ولكنه فسر هذا الالتزام بمعنى متقيد. حكم في الفترة الأخيرة من فترة بيت باتوري سيغيسموند باتوري -أمير الإمبراطورية الرومانية المقدسة- ثم بدأت الحرب الطويلة، التي بدأت كتحالف مسيحي ضد الأتراك وأصبحت صراعًا من أربعة أطراف يشمل ترانسيلفانيا، هابسبورغ، العثمانيين، وقائد الأفلاق، ومايكل الشجاع. كانت الإمارة لفترة قصيرة، بعد عام 1601، تحت حكم رودولف الأول الذي بدأ عملية ألمنة السكان، ومن أجل استعادة إمارة الكاثوليكية قام بالإصلاح المضاد. من 1604 إلى 1606، قاد النبيل المجري ستيفن بوكسكاي تمردًا ناجحًا ضد الحكم النمساوي. انتخب بوكسكاي أميرًا لترانسيلفانيا في 5 أبريل 1603 وأميرًا للمجر بعد شهرين. حقق سلام فيينا عام 1606. حصل بوكسكاي من سلام فيينا على الحرية الدينية والاستقلال السياسي، واستعاد جميع الممتلكات المصادرة، وألغى جميع الأحكام «الآثمة»، وعفو كامل بأثر رجعي لجميع المجريين في المجر الملكي، وكذلك حصل على اعترافه الخاص كأمير مستقل لإمارة ترانسيلفانيا المتوسعة. بموجب معاهدة فيينا (1606) تم ضمان حق الترانسيلفانيين في انتخاب أمراءهم المستقلين، لكن جورج كيغليفيتش، الذي كان القائد العام، نائب رئيس جمهورية كرواتيا وسلافونيا ودالماسيا، كان منذ عام 1602 بارون في ترانسيلفانيا. لقد كانت معاهدة سلام صعبة ومعقدة بعد حرب طويلة.
في عهد خلفاء بوكسكاي، كان لترانسيلفانيا عصرٌ ذهبي، خاصة في عهد غابور بيثلين وجورج آي راكوزي. أحبط غابور بيثلين، الذي حكم من 1613 إلى 1629، جميع جهود الإمبراطور لقمع رعاياه أو التحايل عليهم، واكتسب سمعة في الخارج بسبب الدفاع عن القضية البروتستانتية. شن حربًا على الإمبراطور ثلاث مرات، وأُعلن مرتين ملكًا للمجر، وبحلول سلام نيكولسبورغ (31 ديسمبر 1621) حصل للبروتستانت على تأكيد لمعاهدة فيينا، وحصل لنفسه على سبع مقاطعات إضافية في شمال المجر. كان خليفته، جورج أنا ريكوزي، ناجحًا بنفس القدر. كان من أهم إنجازاته سلام لينز (16 سبتمبر 1645)، وهو آخر انتصار سياسي للبروتستانتية المجرية، حيث أُجبر الإمبراطور على تأكيد معاهدة سلام فيينا. كما فعل غابرييل بيثلين وجورج آي راكوزي الكثير من أجل التعليم والثقافة، وقد أطلق على حقبتهما بالعصر الذهبي لترانسيلفانيا. لقد صرفوا أموالهم على زخرفة عاصمتهم ألبا يوليا، التي أصبحت الحصن الرئيسي للبروتستانتية في أوروبا الشرقية. خلال فترة حكمهم، كانت ترانسيلفانيا أيضًا واحدة من الدول الأوروبية القليلة التي عاش فيها الكاثوليك الرومان والكالفينيون واللوثريون والموحدون في تسامح متبادل، وجميعهم ينتمون إلى الديانات المقبولة رسميًا، بينما تسامحوا مع الأرثوذكس فقط من دون قبولهم رسميًا.
كان سقوط أوراديا على يد العثمانيين التوسعيين في 27 أغسطس 1660 بمثابة تراجع لإمارة ترانسيلفانيا، كانت سياسة هابسبورغ مصممة على اكتساب النفوذ في هذه المنطقة وربما السيطرة عليها لمواجهة التهديد العثماني. في عهد الأمير كمني، أعلن حاكم ترانسيلفانيا انفصال ترانسيلفانيا ذات السيادة عن العثمانيين (أبريل 1661) وطلب المساعدة من فيينا ولكن أدى اتفاق هابسبورغ العثماني السري إلى زيادة نفوذ هابسبورغ. بعد هزيمة العثمانيين في معركة فيينا عام 1683، بدأ هابسبورغ تدريجيًا في فرض حكمهم على ترانسيلفانيا التي كانت تتمتع بالحكم الذاتي سابقًا. في أعقاب معاهدة كارلوفيتز عام 1699، رُبطت ترانسيلفانيا رسميًا بالمجر الخاضع لسيطرة هابسبورغ وخضعت للحكم المباشر للإمبراطور. من عام 1711 فصاعدًا، تعززت سيطرة هابسبورغ على ترانسيلفانيا، استُبدل أمراء ترانسيلفانيا بحكام محليين.